# Wilhelm von Rümann
Wilhelm von Rümann (11 de noviembre de 1850 - 6 de febrero de 1906) fue un prominente escultor alemán, radicado en Múnich.

## Biografía

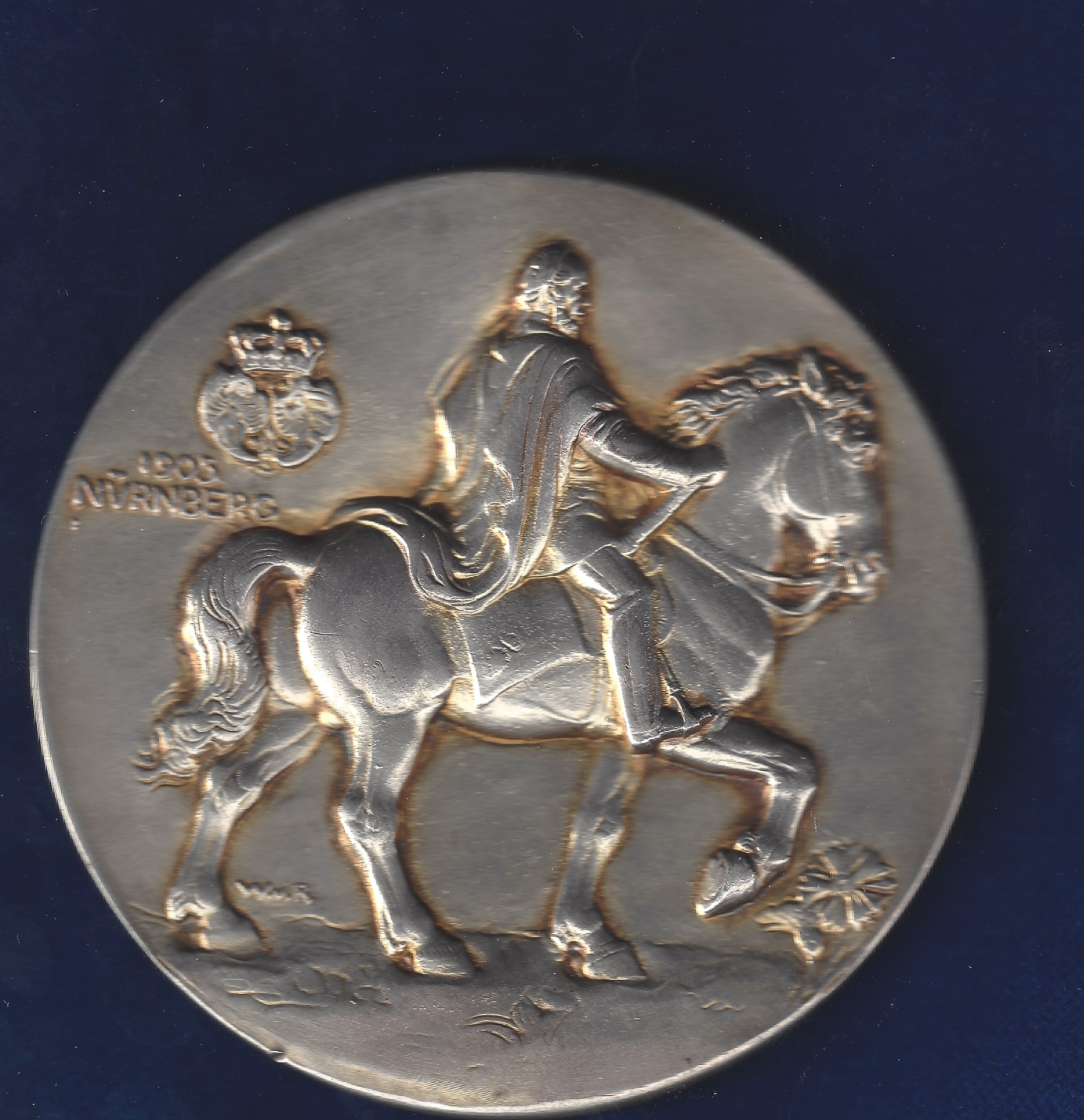
Medalla de plata modernista de 1905 por Ruemann, reverso. Esta medalla fue entregada por la ciudad de Núremberg a los nobles que asistieron a la inauguración del monumento en honor del Kaiser Guillermo I el 14 de diciembre de 1905 en esta ciudad

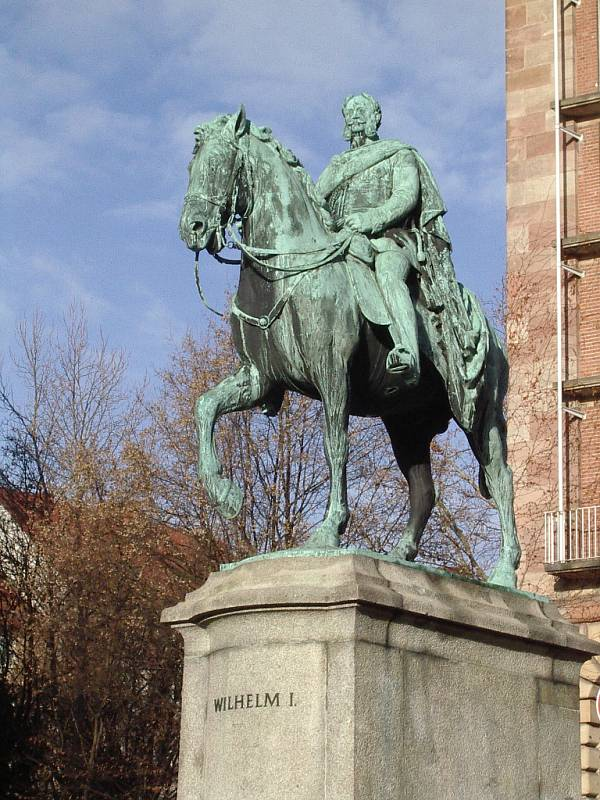
Monumento ecuestre del Kaiser Guillermo I en Núremberg, empezado por Syrius Eberle

Rümann nació en Hannover. Estudió de 1872 a 1874 en la Academia de Bellas Artes de Múnich (Akademie der Bildenden Künste München), y desde 1880 con Michael Wagmüller. Desde 1887 enseñó en la Academia de Bellas Artes de Múnich. En 1891 fue elevado a la nobleza.
Junto con numerosos monumentos funerarios en el Alter Südfriedhof (Antiguo Cementerio Meridional) en Múnich, creó esculturas que todavía pueden verse en esta ciudad: monumentos a Georg Simon Ohm (1895, en el patio de la Universidad Técnica de Múnich), Max von Pettenkofer (1909) y Carl von Effner (1886) en la Maximiliansplatz (ahora la Lenbachplatz), la Fuente de Putti (Puttenbrunnen) en el Monumento a la Paz en la Prinzregentenstrasse (originalmente previsto para el Palacio de Herrenchiemsee) y los leones de mármol en frente del Feldherrnhalle (1906).
Entre sus alumnos se encontraron Bernhard Bleeker, Jakob Hofmann, Moissey Kogan, Martin Scheible y Alois Mayer.
Murió en Ajaccio, Córcega, y está enterrado en el Nordfriedhof ("Cementerio Septentrional), Múnich.

## Obras (monumentos públicos)
- Chemnitz:

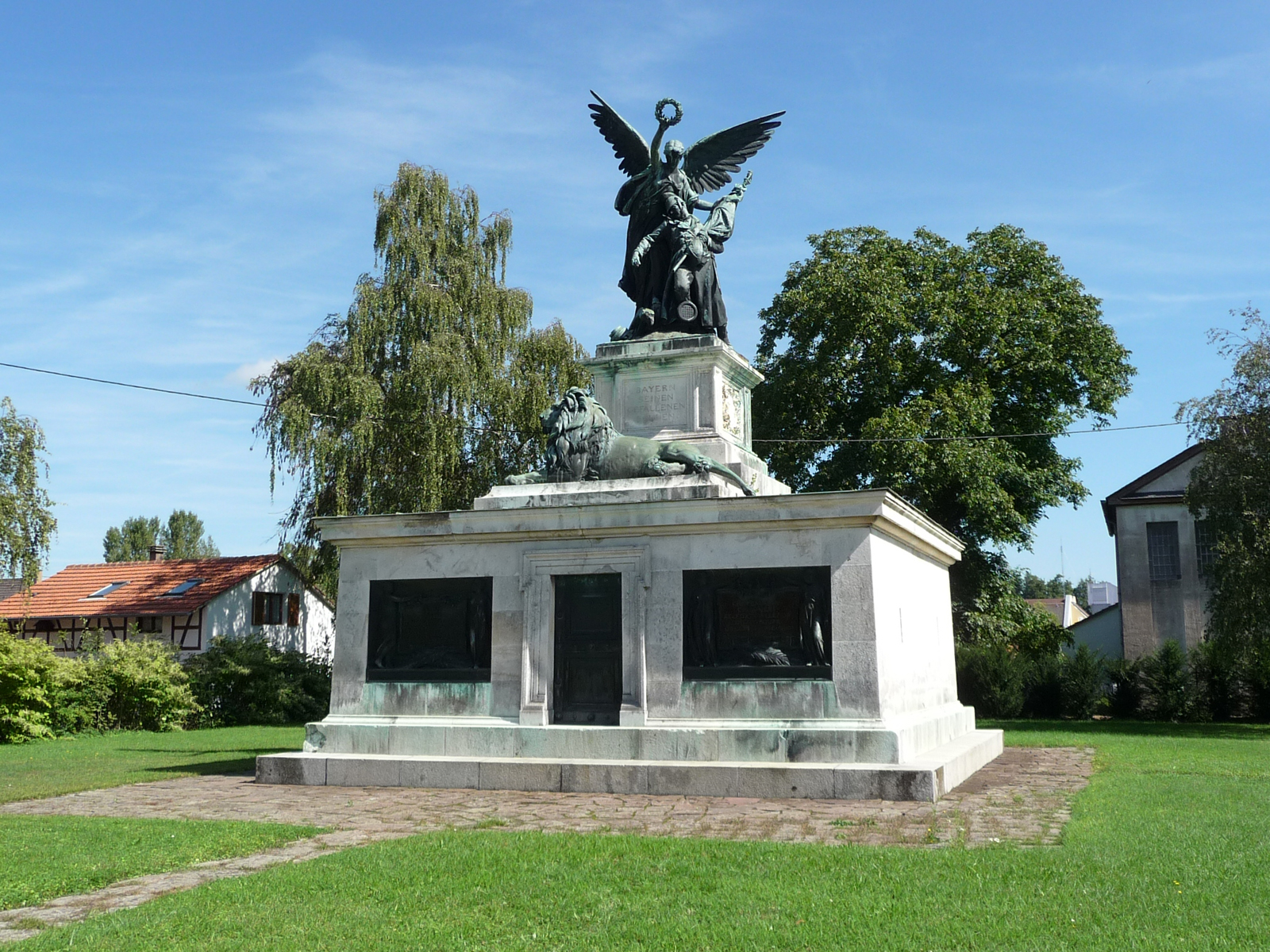
Memorial de Guerra Bávaro, Woerth.

  - Kaiser Guillermo I: estatua ecuestre el la plaza del mercado; enviado para desguace en 1945.
  - Estatua de Bismarck (1899), a su izquierda, enviado para desguace en 1945.
  - Estatua de Moltke, a su derecha; enviado para desguace en 1945.
- Heilbronn:
  - Monumento al Kaiser Guillermo I (1895), originalmente en frente del Centro Harmonie de Conciertos y Congresos, ahora en el Alter Friedhof (Viejo Cementerio) en la Weinsberger Strasse.
  - Estatua de Robert Mayer, en la plaza del mercado.
- Múnich:
  - Monumento a Georg Simon Ohm, 1895.
  - Monumento funerario a la Princesa Ludovica de Baviera.
  - Varias estatuas del Príncipe Regente Leopoldo de Baviera, incluida una al sudoeste del Siedlung Neuhausen.
  - Busto de la Princesa Teresa de Baviera (en la Academia de Ciencias de Baviera).
  - Busto de Wilhelm Bauer en el Deutsches Museum.
- Núremberg:
  - Estatua ecuestre del Kaiser Guillermo I (1905) (diseñada y empezada por Syrius Eberle, quien murió en 1903; completada por Rümann), Egidienplatz, en frente de la Pellerhaus.
  - Estatua del Príncipe Regente Leopoldo (1901), antepatio de la estación, retirada en 1934 y fundida en 1939.
- Stuttgart:
  - Estatua ecuestre del Kaiser Guillermo I (1898).
- Bad Urach: Busto de Bismarck en la Schloßstraße.
- Woerth, Alsacia, Francia: Memorial Bávaro a la Guerra de 1870, realizado en 1889.

## Galería

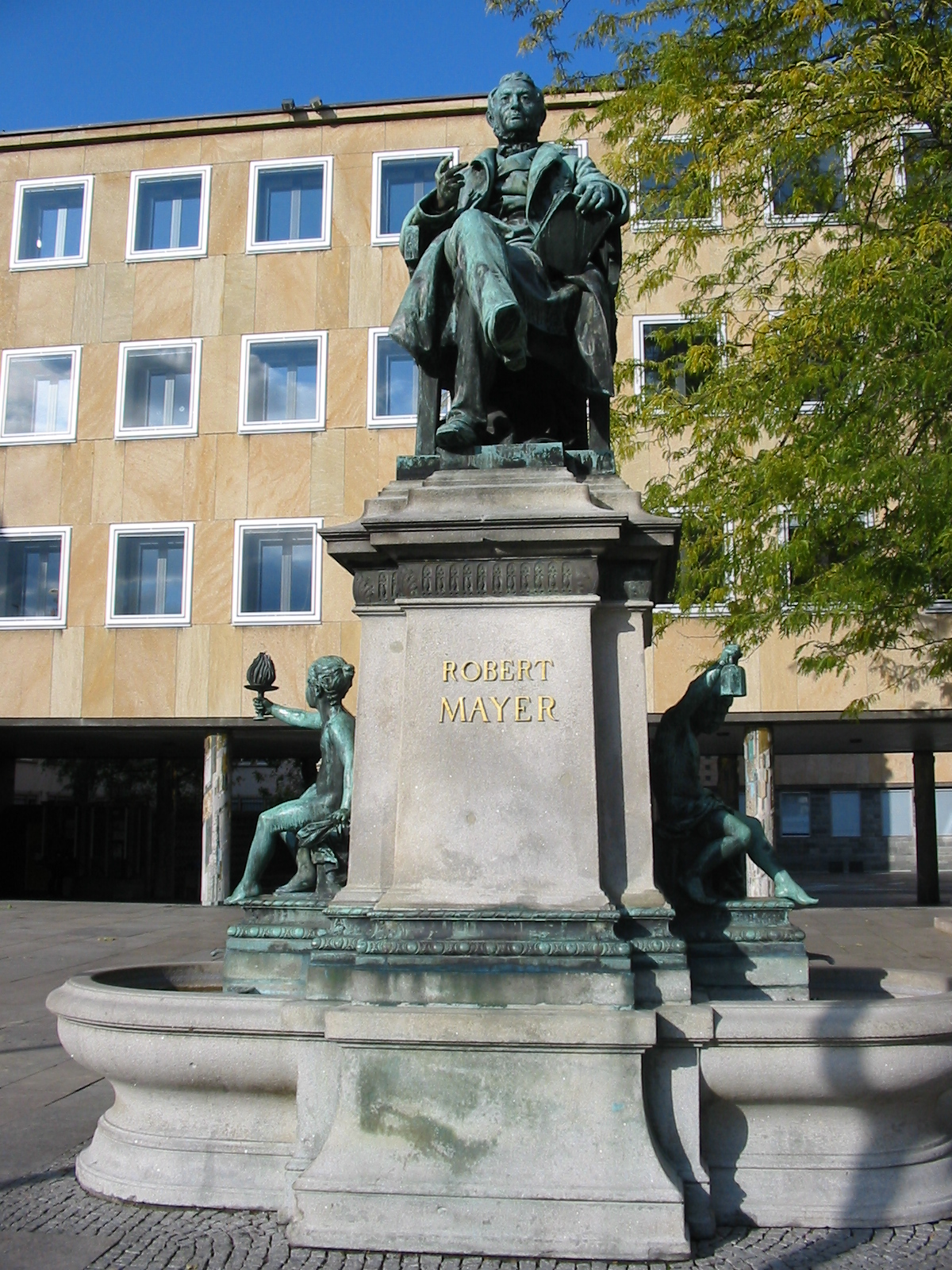
Heilbronn: Figura de bronce (mayor que a tamaño natural) de Julius Robert von Mayer (1892).
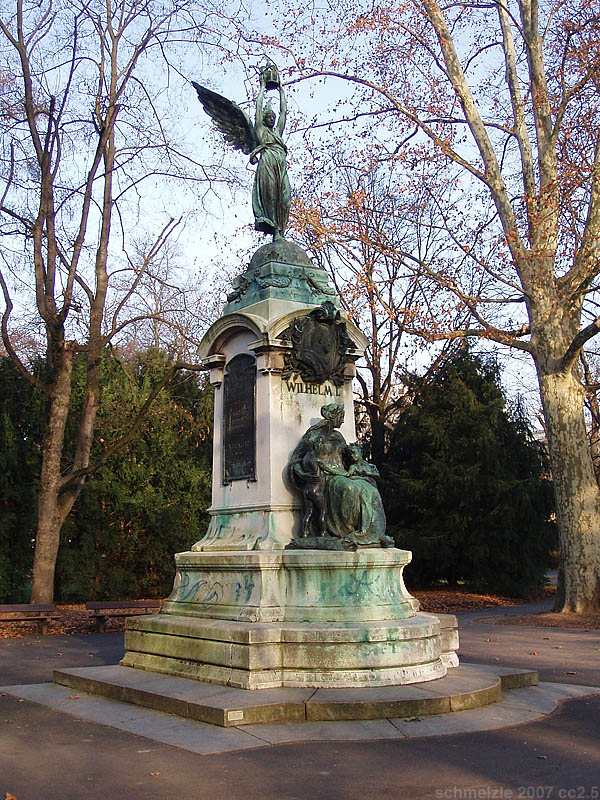
Heilbronn: Monumento al Kaiser Guillermo (1893) (basado en diseños por Ludwig Pfau).
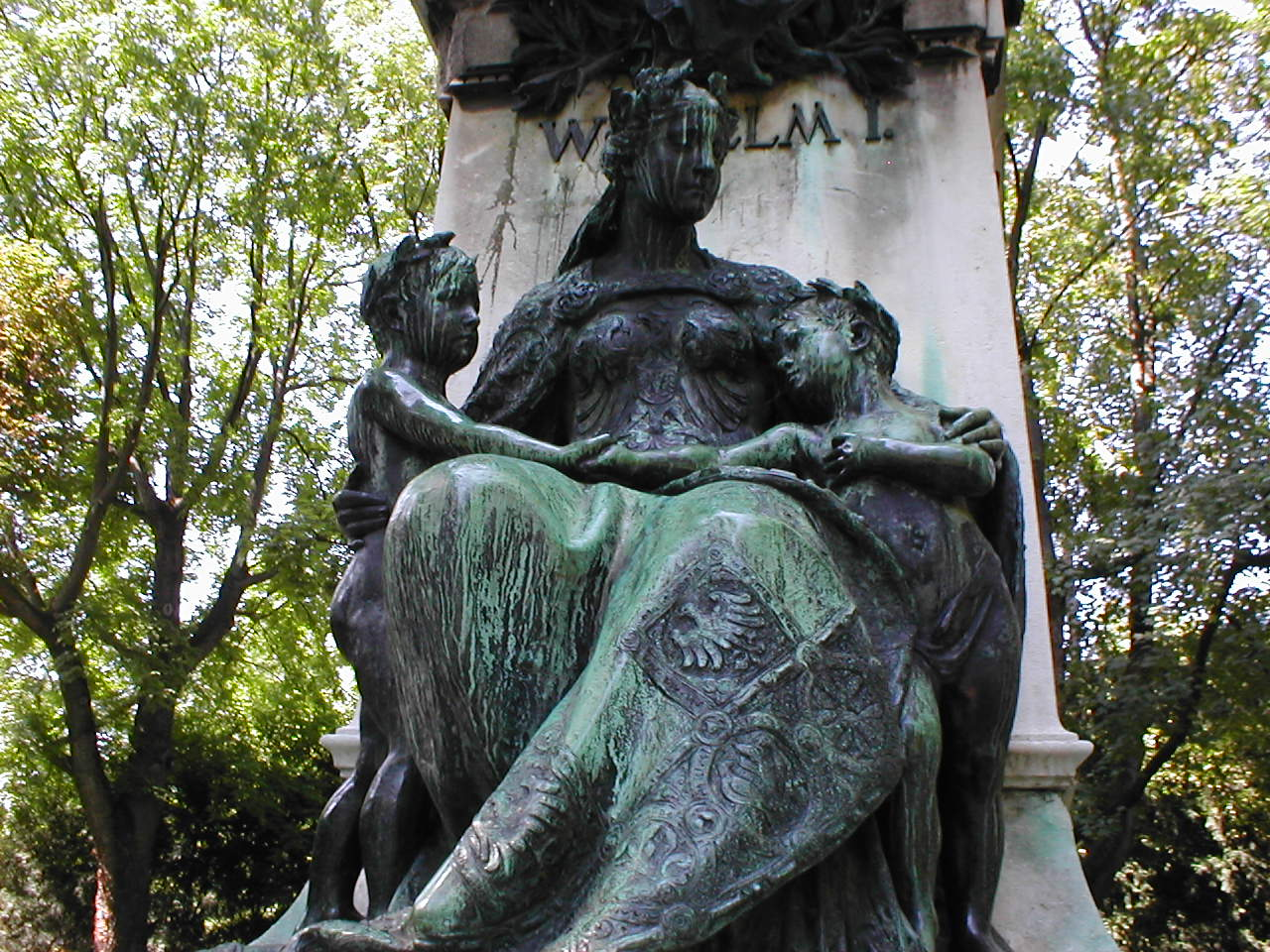
Heilbronn: Detalle del Monumento al Kaiser Guillermo en el Alter Friedhof.
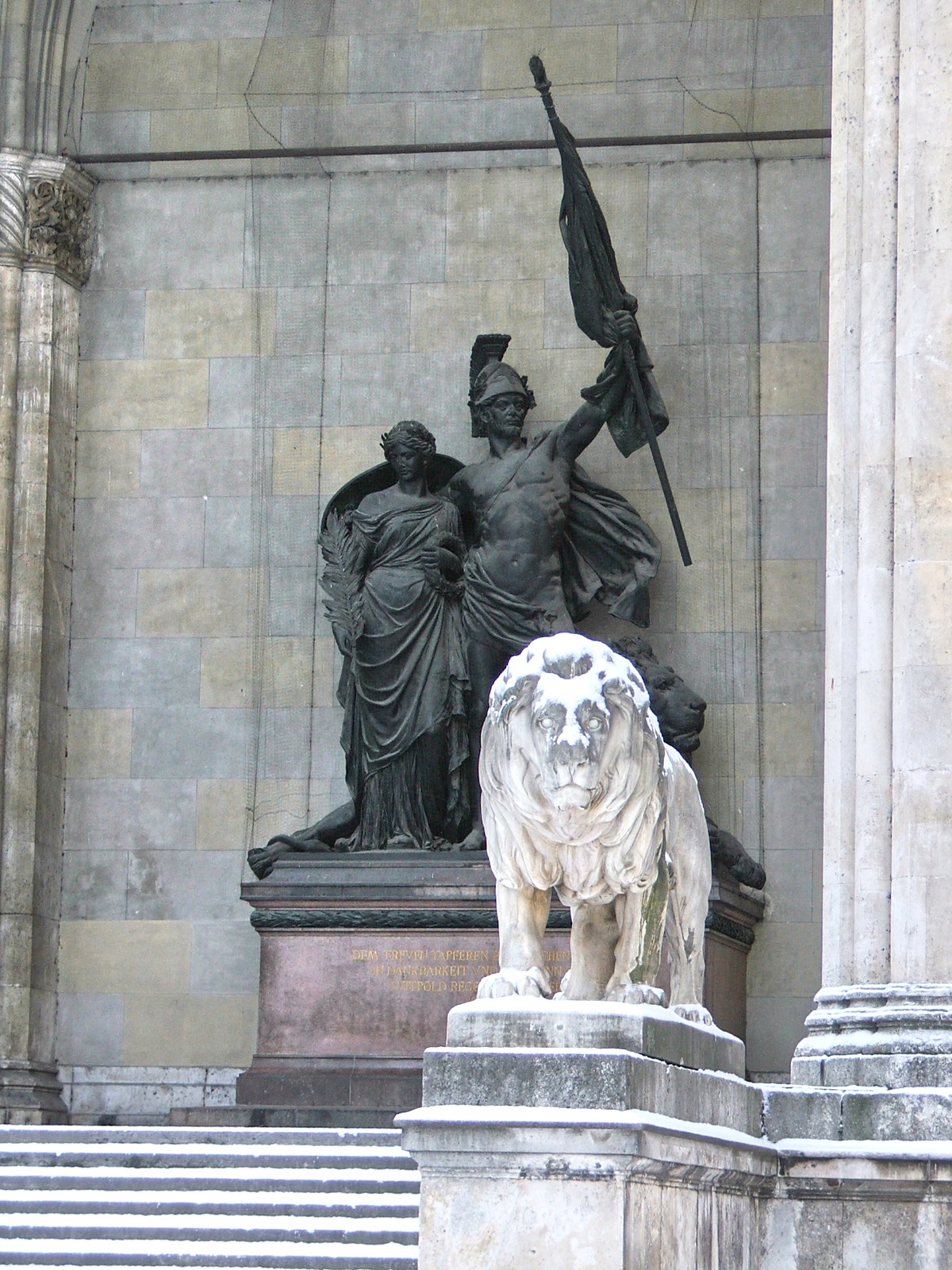
Múnich: León en frente del Feldherrnhalle.
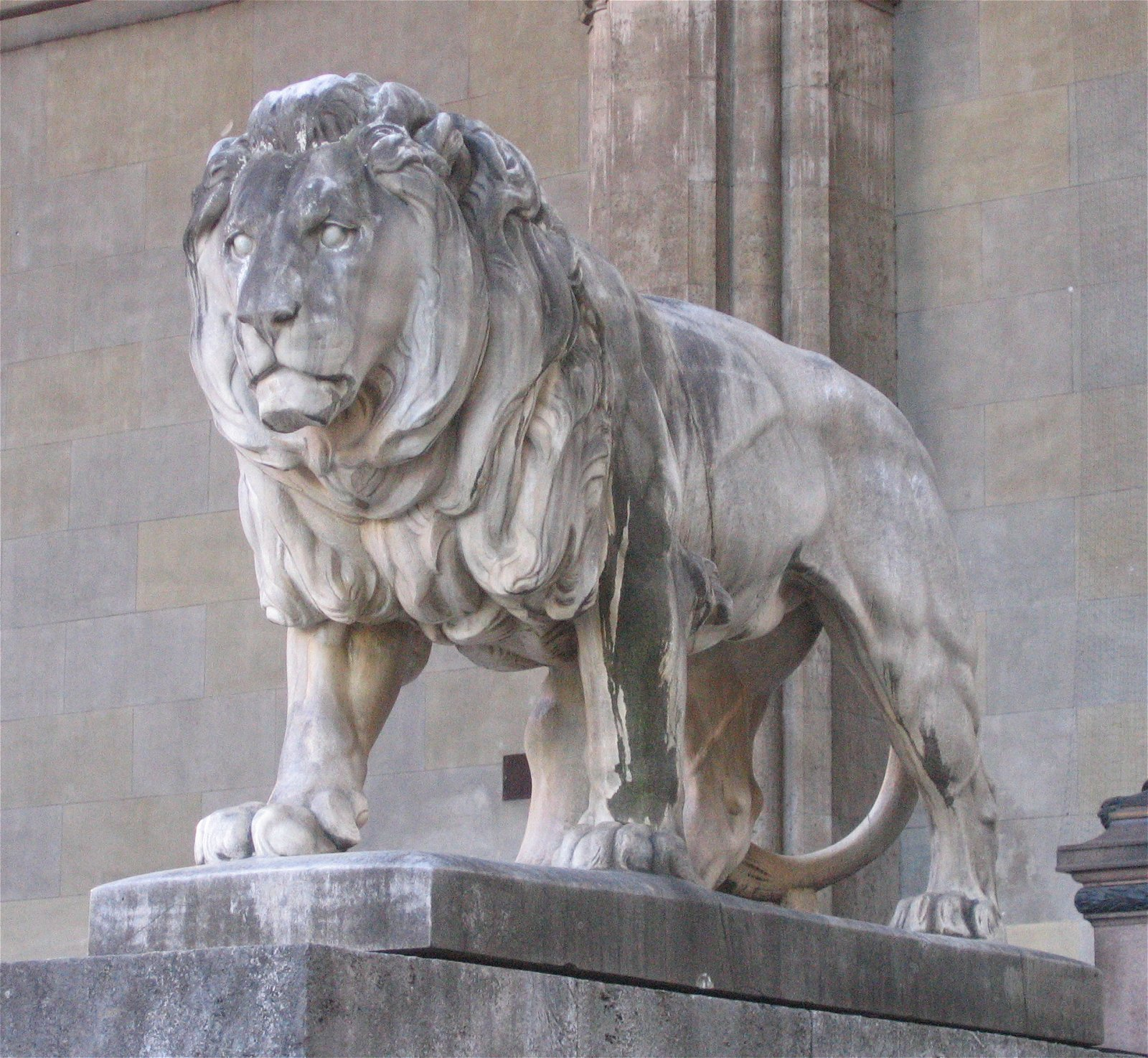
Múnich: León en frente del Feldherrnhalle.
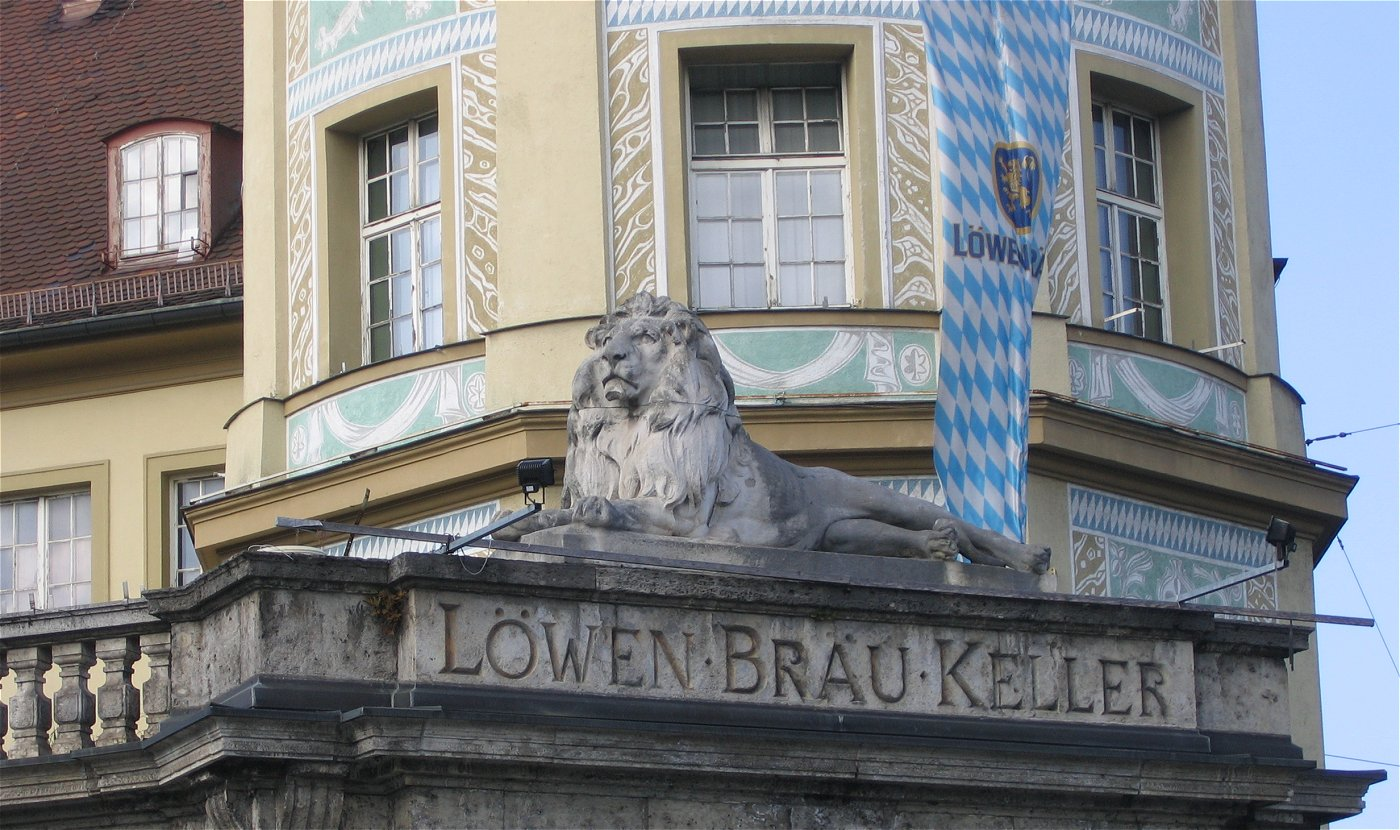
Múnich: León en la terraza del Löwenbräukeller.
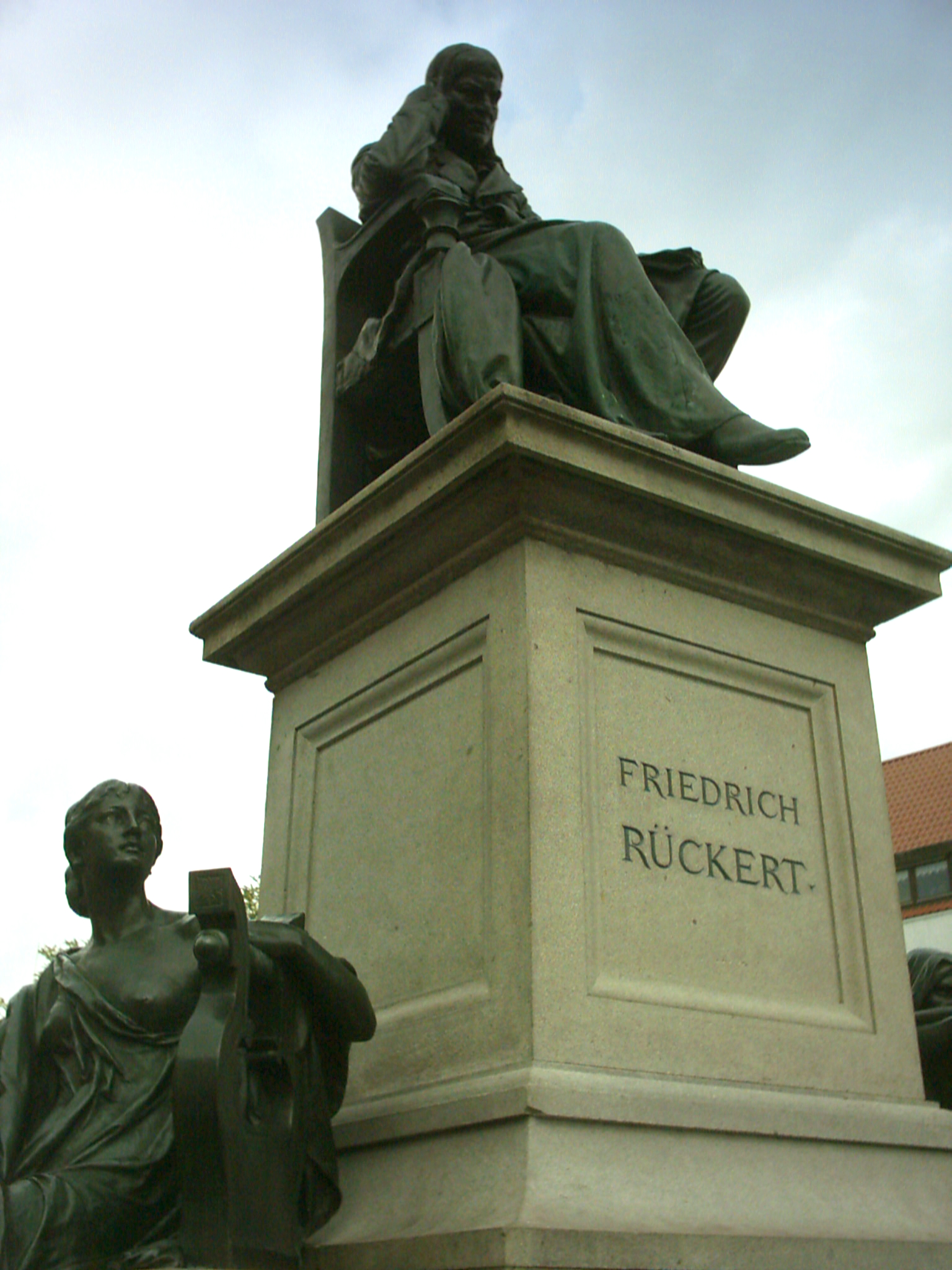
Schweinfurt: monumento a Friedrich Rückert.